# ニック・ウィットグレン
- ニック・ウィトグレン

ニコラス・ジェームズ・ウィットグレン（Nicholas James Wittgren, 1991年5月29日 - ）は、アメリカ合衆国カリフォルニア州トーランス出身のプロ野球選手（投手）。右投右打。現在は、フリーエージェント（FA）。
メディアによっては「ウィトグレン」とも表記される。

## 経歴

### プロ入りとマーリンズ時代

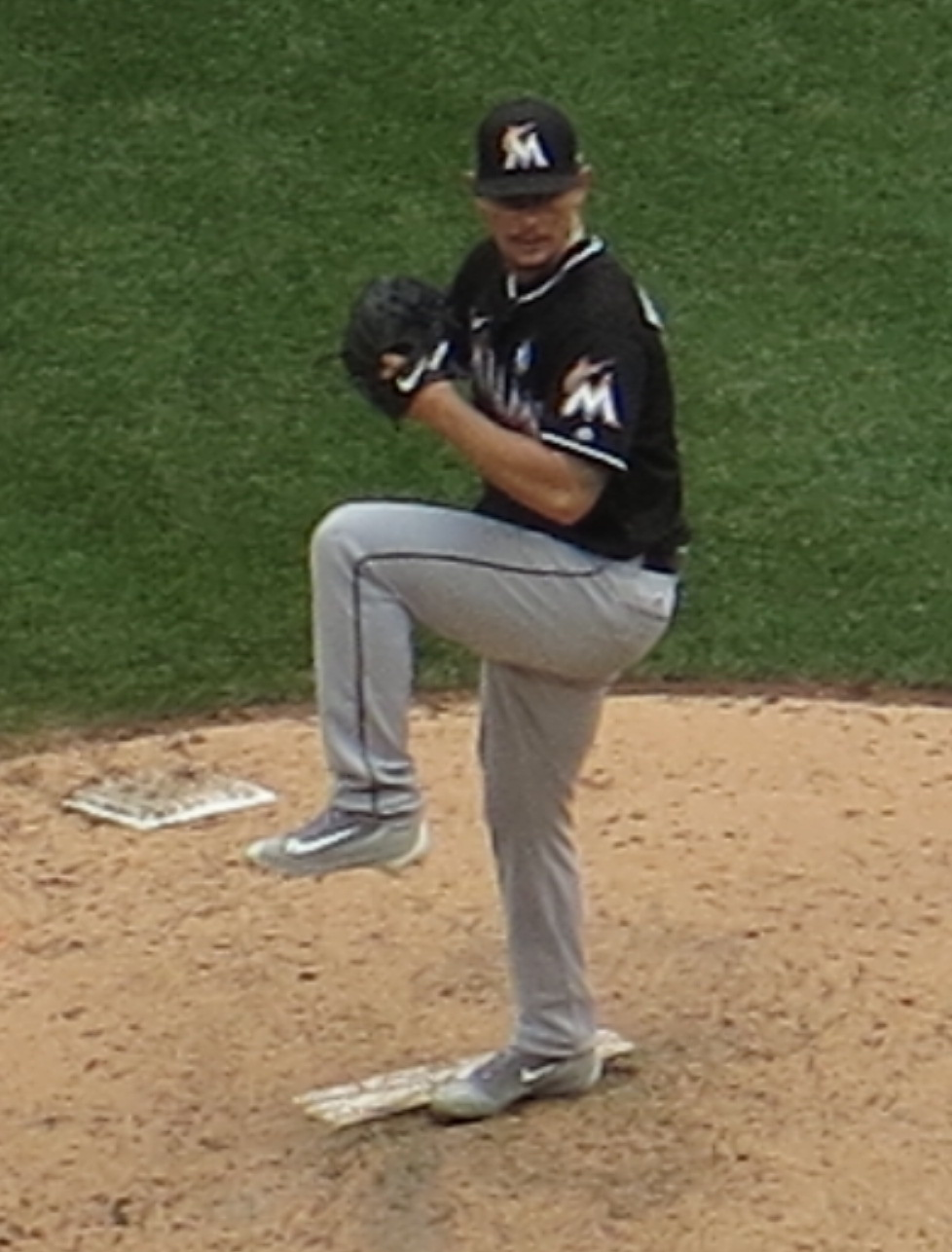
マイアミ・マーリンズ時代
(2017年5月7日)

2012年の2012年のMLBドラフト9巡目（全体297位）でマイアミ・マーリンズから指名され、プロ入り。契約後、傘下のA-級ジェームズタウン・ジャマーズでプロデビュー。A級グリーンズボロ・グラスホッパーズでもプレーし、この年は2球団合計で23試合に登板して0勝2敗13セーブ、防御率1.17、47奪三振を記録した。
2013年はA+級ジュピター・ハンマーヘッズとAA級ジャクソンビル・サンズでプレーし、2球団合計で52試合に登板して2勝1敗26セーブ、防御率0.77、63奪三振を記録した。オフにはアリゾナ・フォールリーグに参加し、グレンデール・デザートドッグスに所属した。
2014年はAA級ジャクソンビルでプレーし、52試合に登板して5勝5敗20セーブ・防御率3.55、56奪三振を記録した。
2015年はAA級ジャクソンビルとAAA級ニューオーリンズ・ゼファーズでプレーし、2球団合計で53試合に登板して1勝6敗20セーブ、防御率2.95、67奪三振を記録した。オフの11月20日に40人枠入りした。
2016年はAAA級ニューオーリンズで開幕を迎え、4月19日にメジャー初昇格を果たした。同日のワシントン・ナショナルズ戦でメジャーデビュー（結果は4.1回を2失点で勝敗付かず）。5月26日に3度目の昇格をしてからは右の中継ぎとしてメジャーに定着し、この年メジャーでは48試合に登板して4勝3敗、防御率3.14、42奪三振を記録した。
2017年は38試合に登板して3勝1敗、防御率4.68、43奪三振を記録した。
2018年は32試合に登板して2勝1敗、防御率2.94、31奪三振を記録した。
2019年1月29日にニール・ウォーカーの加入に伴ってDFAとなった。

### インディアンス時代

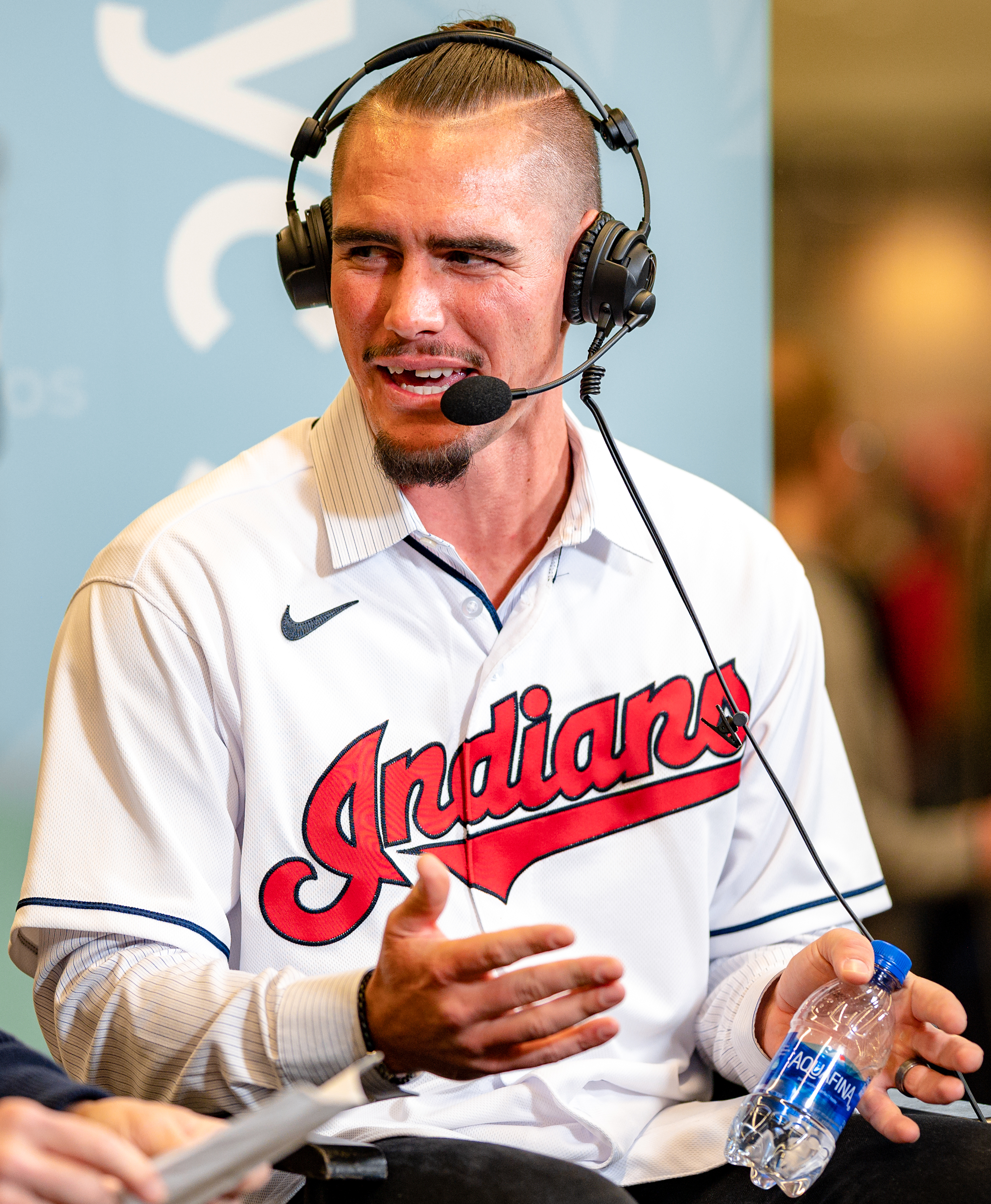
クリーブランド・インディアンス時代
(2020年2月1日)

2019年2月4日にウェイバー公示を経てクリーブランド・インディアンスへ移籍した。この年は55試合に登板して5勝1敗4セーブ、防御率2.81、60奪三振を記録した。
2020年は25試合に登板して2勝0敗、防御率3.42、28奪三振を記録した。
2021年は60試合（先発1試合）に登板して2勝9敗1セーブ、防御率5.05、61奪三振を記録した。オフの11月5日にFAとなった。

### カージナルス時代
2022年3月13日にセントルイス・カージナルスと120万ドルの単年契約を結んだ。29試合に登板して1勝0敗1セーブ4ホールド、防御率5.90の成績を残していたが、7月2日にDFAとなり、7月9日に自由契約となった。以後はシーズン終了まで無所属であったが、9月に開催された第5回WBC予選にドイツ代表として出場した。

### ロイヤルズ時代
2022年12月23日にカンザスシティ・ロイヤルズとマイナー契約を結んだ。
2023年はAAA級オマハ・ストームチェイサーズで開幕を迎え、17試合に登板し1勝5セーブ、防御率1.25を結果を残した。5月23日にメジャー契約を結んでアクティブ・ロースター入りした。ロイヤルズでは27試合に登板し、1勝0敗、防御率4.97を記録したが、8月16日にAAA級オマハへの降格が決まり、これを拒否しFAとなった。

### マリナーズ傘下時代
2023年8月19日にシアトル・マリナーズとマイナー契約を結んだ。AAA級タコマ・レイニアーズで12試合に登板したが、0勝1敗、防御率7.90という成績に終わり、メジャーに昇格することなくオフの11月6日にFAとなった。

## 投球スタイル
平均92.2mph（約148.4km/h）のフォーシームを主体とした投球で、変化球では平均84.9mph（約136.6km/h）のチェンジアップと平均83.2mph（約133.8km/h）のスライダーを投げる。また、カッター、カーブも持ち球としている。

## 詳細情報

### 年度別投手成績
| 年 度    | 球 団    | 登 板 | 先 発 | 完 投 | 完 封 | 無 四 球 | 勝 利 | 敗 戦 | セ 丨 ブ | ホ 丨 ル ド | 勝 率 | 打 者 | 投 球 回 | 被 安 打 | 被 本 塁 打 | 与 四 球 | 敬 遠 | 与 死 球 | 奪 三 振 | 暴 投 | ボ 丨 ク | 失 点 | 自 責 点 | 防 御 率 | W H I P |
| -------- | -------- | ----- | ----- | ----- | ----- | -------- | ----- | ----- | -------- | ----------- | ----- | ----- | -------- | -------- | ----------- | -------- | ----- | -------- | -------- | ----- | -------- | ----- | -------- | -------- | ------- |
| 2016     | MIA      | 48    | 0     | 0     | 0     | 0        | 4     | 3     | 0        | 6           | .571  | 213   | 51.2     | 50       | 6           | 10       | 2     | 1        | 42       | 1     | 0        | 18    | 18       | 3.14     | 1.16    |
| 2017     | MIA      | 38    | 0     | 0     | 0     | 0        | 3     | 1     | 0        | 5           | .750  | 182   | 42.1     | 46       | 5           | 13       | 1     | 0        | 43       | 2     | 0        | 22    | 22       | 4.68     | 1.39    |
| 2018     | MIA      | 32    | 0     | 0     | 0     | 0        | 2     | 1     | 0        | 4           | .667  | 148   | 33.2     | 29       | 1           | 15       | 3     | 1        | 31       | 2     | 0        | 13    | 11       | 2.94     | 1.31    |
| 2019     | CLE      | 55    | 0     | 0     | 0     | 0        | 5     | 1     | 4        | 12          | .833  | 231   | 57.2     | 47       | 10          | 15       | 1     | 0        | 60       | 0     | 0        | 22    | 18       | 2.81     | 1.08    |
| 2020     | CLE      | 25    | 0     | 0     | 0     | 0        | 2     | 0     | 0        | 10          | 1.000 | 98    | 23.2     | 18       | 4           | 6        | 2     | 5        | 28       | 0     | 0        | 9     | 9        | 3.42     | 1.01    |
| 2021     | CLE      | 60    | 1     | 0     | 0     | 0        | 2     | 9     | 1        | 10          | .182  | 258   | 62.1     | 61       | 13          | 17       | 5     | 2        | 61       | 2     | 0        | 38    | 35       | 5.05     | 1.25    |
| 2022     | STL      | 29    | 0     | 0     | 0     | 0        | 1     | 0     | 1        | 4           | 1.000 | 134   | 29.0     | 35       | 1           | 10       | 0     | 4        | 17       | 3     | 0        | 19    | 19       | 5.90     | 1.55    |
| 2023     | KC       | 27    | 0     | 0     | 0     | 0        | 1     | 0     | 0        | 2           | 1.000 | 128   | 29.0     | 30       | 2           | 11       | 0     | 3        | 18       | 1     | 0        | 17    | 16       | 4.97     | 1.41    |
| MLB：8年 | MLB：8年 | 314   | 1     | 0     | 0     | 0        | 20    | 15    | 6        | 53          | .571  | 1392  | 329.1    | 316      | 42          | 97       | 14    | 16       | 300      | 11    | 0        | 158   | 148      | 4.04     | 1.25    |

- 2023年度シーズン終了時

### 年度別守備成績
| 年 度 | 球 団 | 投手（P） | 投手（P） | 投手（P） | 投手（P） | 投手（P） | 投手（P） |
| 年 度 | 球 団 | 試 合     | 刺 殺     | 補 殺     | 失 策     | 併 殺     | 守 備 率  |
| ----- | ----- | --------- | --------- | --------- | --------- | --------- | --------- |
| 2016  | MIA   | 48        | 3         | 6         | 0         | 0         | 1.000     |
| 2017  | MIA   | 38        | 3         | 5         | 0         | 0         | 1.000     |
| 2018  | MIA   | 32        | 3         | 0         | 0         | 0         | 1.000     |
| 2019  | CLE   | 55        | 3         | 7         | 0         | 3         | 1.000     |
| 2020  | CLE   | 25        | 0         | 1         | 0         | 0         | 1.000     |
| 2021  | CLE   | 60        | 5         | 3         | 0         | 0         | 1.000     |
| 2022  | STL   | 29        | 2         | 2         | 0         | 1         | 1.000     |
| 2023  | KC    | 27        | 3         | 2         | 0         | 0         | 1.000     |
| MLB   | MLB   | 314       | 22        | 26        | 0         | 4         | 1.000     |

- 2023年度シーズン終了時

### 背番号
- 64（2016年 - 2018年、2023年）
- 62（2019年 - 2021年）
- 30（2022年）